# Калласте, Кен
Кен Калласте (эст. Ken Kallaste, при рождении — Кен Акерта (эст. Akerta); 31 августа 1988, Таллин) — эстонский футболист, левый защитник эстонского клуба «Флора» и национальной сборной Эстонии.

## Биография

### Клубная карьера
Воспитанник юношеской команды таллинской «Флоры». С 16-летнего возраста выступал на взрослом уровне за команды, входившие в систему «Флоры» — «Лелле», «Тервис», «Валга», «Тулевик». В Мейстрилиге дебютировал в составе «Валги» 12 марта 2006 года в матче против «Маага». 9 июля 2006 года сыграл первый матч в чемпионате за основной состав «Флоры», против «Левадии». За «Флору» выступал до конца 2009 года.
В 2010 году перешёл в «Нымме Калью», где стал твёрдым игроком основного состава. За следующие шесть сезонов сыграл 213 матчей в чемпионате Эстонии, пропустив только три игры. С мая 2010 по июль 2013 года отыграл 116 матчей подряд без замен, за что получил прозвище «Железный человек». В 2012 году со своим клубом стал чемпионом страны, также неоднократно был серебряным и бронзовым призёром.
В декабре 2015 года перешёл в польский «Гурник» (Забже), подписав контракт на полтора года. Дебютировал в высшем дивизионе Польши 13 февраля 2016 года в игре с «Краковией». По итогам сезона 2015/16 «Гурник» вылетел из высшего дивизиона, после чего игрок и клуб расторгли контракт по взаимному согласию.
В июне 2016 года подписал двухлетний контракт с клубом «Корона» (Кельце). Дебютный матч за клуб сыграл 17 августа 2016 года против «Заглембе» (Любин). 25 ноября 2017 года забил свой первый гол в чемпионате Польши в ворота варшавской «Легии».

### Карьера в сборной
Выступал за сборные Эстонии младших возрастов, начиная с 18 лет.
Дебютировал в национальной сборной Эстонии 1 ноября 2012 года в матче против Омана.
Всего по состоянию на конец 2017 года сыграл 37 матчей за сборную, голов не забивал.

## Достижения
- Чемпион Эстонии (1): 2012
- Обладатель Кубка Эстонии (3): 2008, 2009, 2015
- Обладатель Суперкубка Эстонии (1): 2009

## Личная жизнь
Отец — бывший футболист сборной Эстонии Ристо Калласте (род. 1971).
До 2006 года Кен Калласте носил фамилию Акерта. В 2012 году у него родилась дочь.